# Deutsches Knopfmuseum

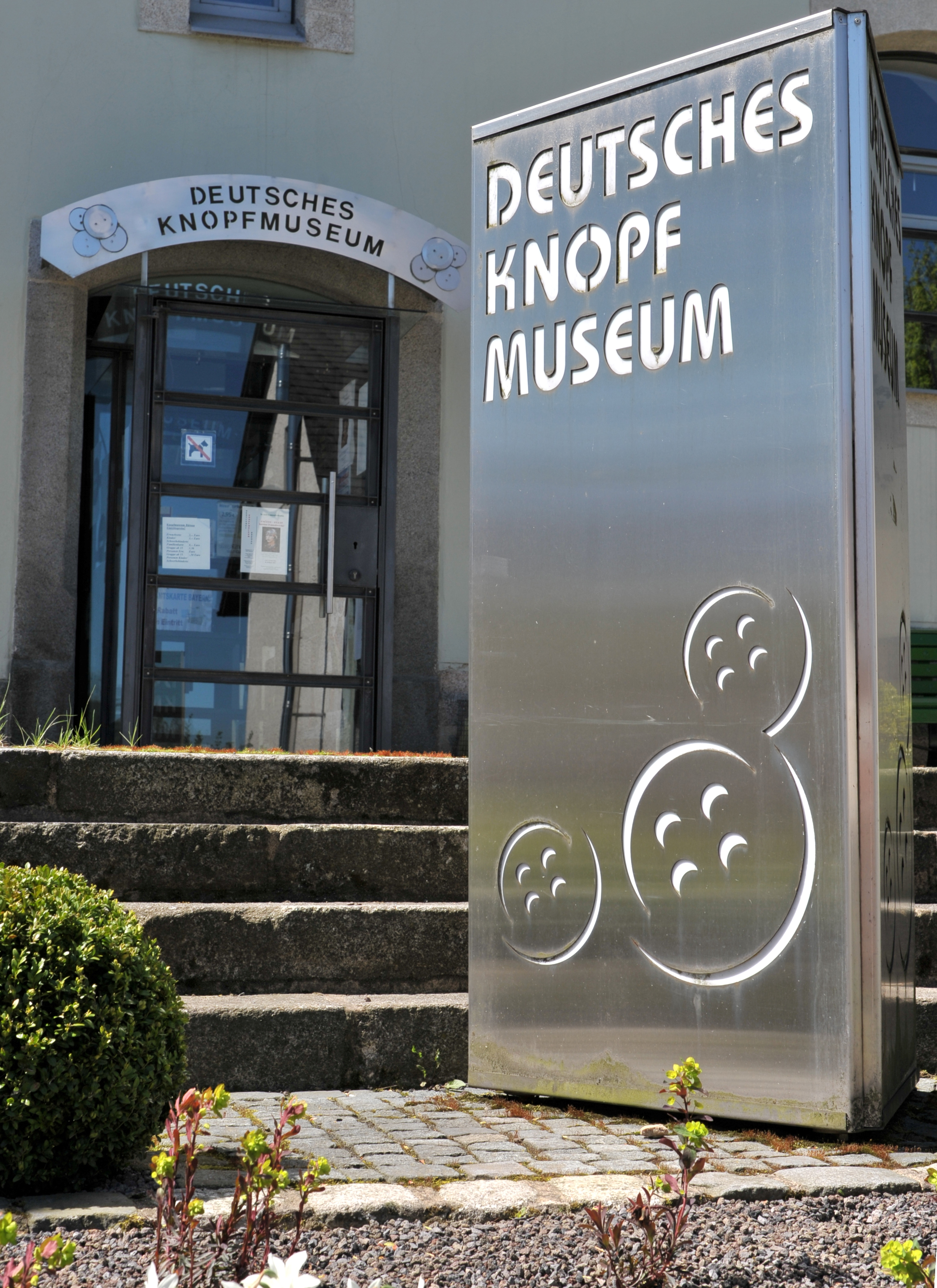
Eingangsbereich des Deutschen Knopfmuseums

Das Deutsche Knopfmuseum in Bärnau in der Oberpfalz wurde 1975 eröffnet. Seit 1998 befindet es sich im ehemaligen Kommunbrauhaus in der Tachauer Straße 2. Auf zwei Stockwerken werden Knöpfe aus vier Jahrhunderten und 26 verschiedenen Materialien gezeigt sowie die für die Knopfproduktion verwendeten Maschinen und verschiedene Herstellungsmethoden. Insbesondere gibt das Museum Einblicke in die Verarbeitung von Perlmutt.

## Geschichte des Deutschen Knopfmuseums
Nach dem Aufbau einer Privatsammlung durch Rudolf Jäpel wurde 1975 in der Bahnhofstraße in Bärnau ein erstes Knopfmuseum eröffnet. Als der Abzug der Sammlung drohte übernahm diese die Stadt Bärnau. Initiator dieser Aktion war der frühere Leiter der Knopffachschule und der IKNOFA, Marcel Hermann. Ab 1982 begann Herr Hermann zusammen mit seiner Frau Edith die Sammlung neu zu ordnen und aufzubauen. Es folgte die Gründung des Deutschen Knopfmuseums, das am 1. März 1983 in dem Gebäude der früheren Knopffachschule in der Tachauer Straße eröffnet wurde. Der Grundbestand von ca. 6000 Knöpfen aller Art aus der Sammlung von Rudolf Jäpel wurde innerhalb weniger Jahre auf eine halbe Million Einzelstücke aufgestockt.
Im Jahr 1988 belief sich der Bestand des Museums auf ca. 2,5 Millionen Knöpfe. Ab dem Jahr 1985 wurden jährlich neue Schwerpunktveranstaltungen über einzelne Knopfmaterialien veranstaltet. Das Knopfmuseum, dessen Leiter Marcel Hermann bis 1989 war, zählte bis zum Juli 1987 ungefähr 16.000 Besucher. Da das bisherige Gebäude nicht mehr den Anforderungen eines modernen Museums entsprach, wurde beschlossen, dass das Deutsche Knopfmuseum im zu renovierenden Kommunbrauhaus eine neue Heimat finden sollte. Die Dokumentation in der ehemaligen Braustätte wurde ab dem Jahr 1995 eingerichtet und 1998 eröffnet.
Das Museum ist Teil des Museumsverbundes das zwoelfer - Die Museen im Landkreis Tirschenreuth.

## Die Knopfindustrie in Bärnau
Das Museum behandelt die Begründung der Entstehung in Bärnau durch den gelernten Knopfmacher Johann Müller im Juli 1895. Die Knopfherstellung aus Perlmutt war Handarbeit und benötigte eine Menge Körperkraft und Geschicklichkeit. Die nötigen Arbeitskräfte fand Johann Müller in Bärnau. Die Perlmuttschalen stammten aus den Äquatorgebieten und wurden nach Bärnau importiert. Immer mehr Knopffabriken entstanden und um 1909 arbeiteten ca. 160 Personen als Heimarbeiter und ca. 140 Personen in der Knopffabrik. Besonders Frauen fanden eine Beschäftigung als Heimarbeiterin, Fabrikarbeitern oder Knopffabrikantin. Mit dem Ausbruch des Ersten Weltkriegs fand der Aufschwung ein jähes Ende, da keine Perlmutt-Lieferungen mehr ankamen. Erst nach dem Zweiten Weltkrieg begann wieder die Knopfproduktion in Bärnau. Zunächst wurden Flussmuschelschalen aus Perlmutt verarbeitet und schließlich war auch der Import wieder möglich. In den 1950er-Jahren erlebte die Knopfindustrie ihre Blütezeit mit 32 Knopffabriken im Jahr 1957. Ab 1950 produzierten die Knopffabriken auch Knöpfe aus Kunststoff.
Mit der günstigeren Produktion von Knöpfen im Ausland kam auch die Knopfindustrie in Bärnau in Bedrängnis. 2023 gibt es noch zwei Knopffabriken in der Stadt, die mit modernster Technik aus verschiedenen Materialien Knöpfe herstellen.

## Bilder

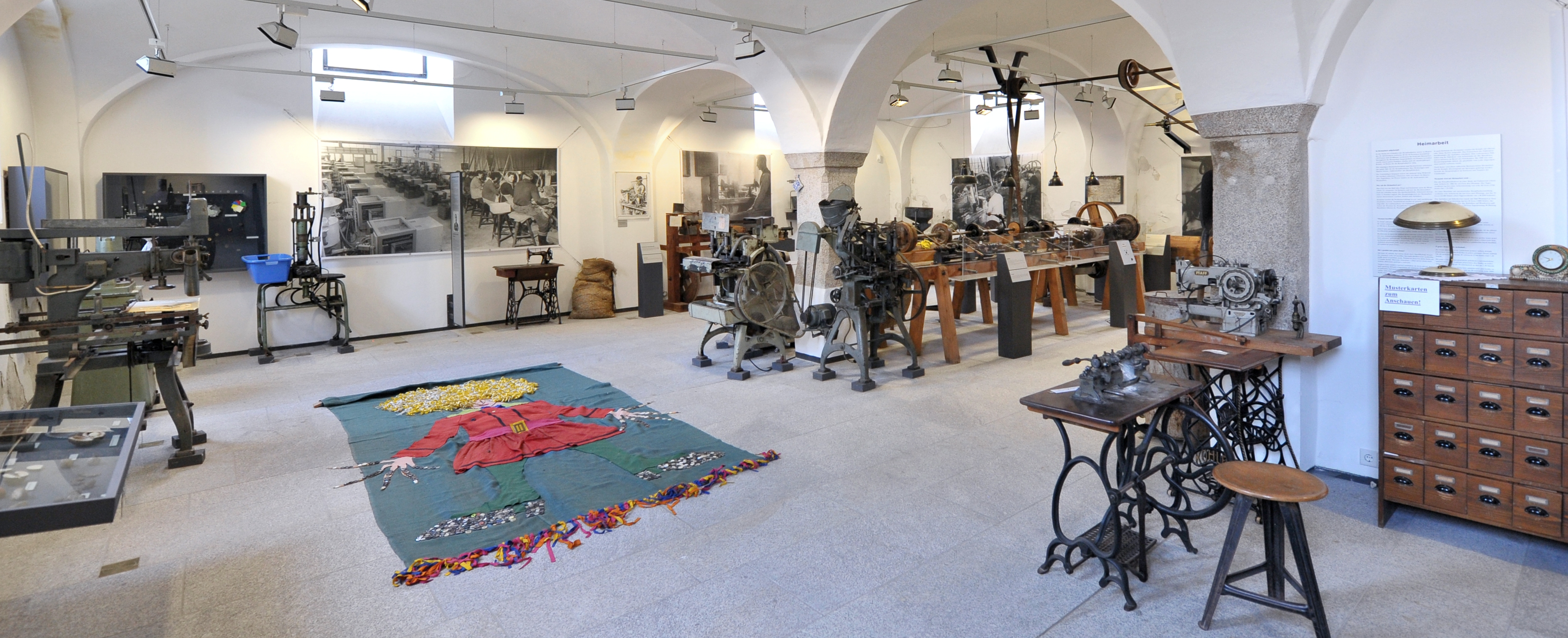
Ausstellung zur Herstellung von Knöpfen
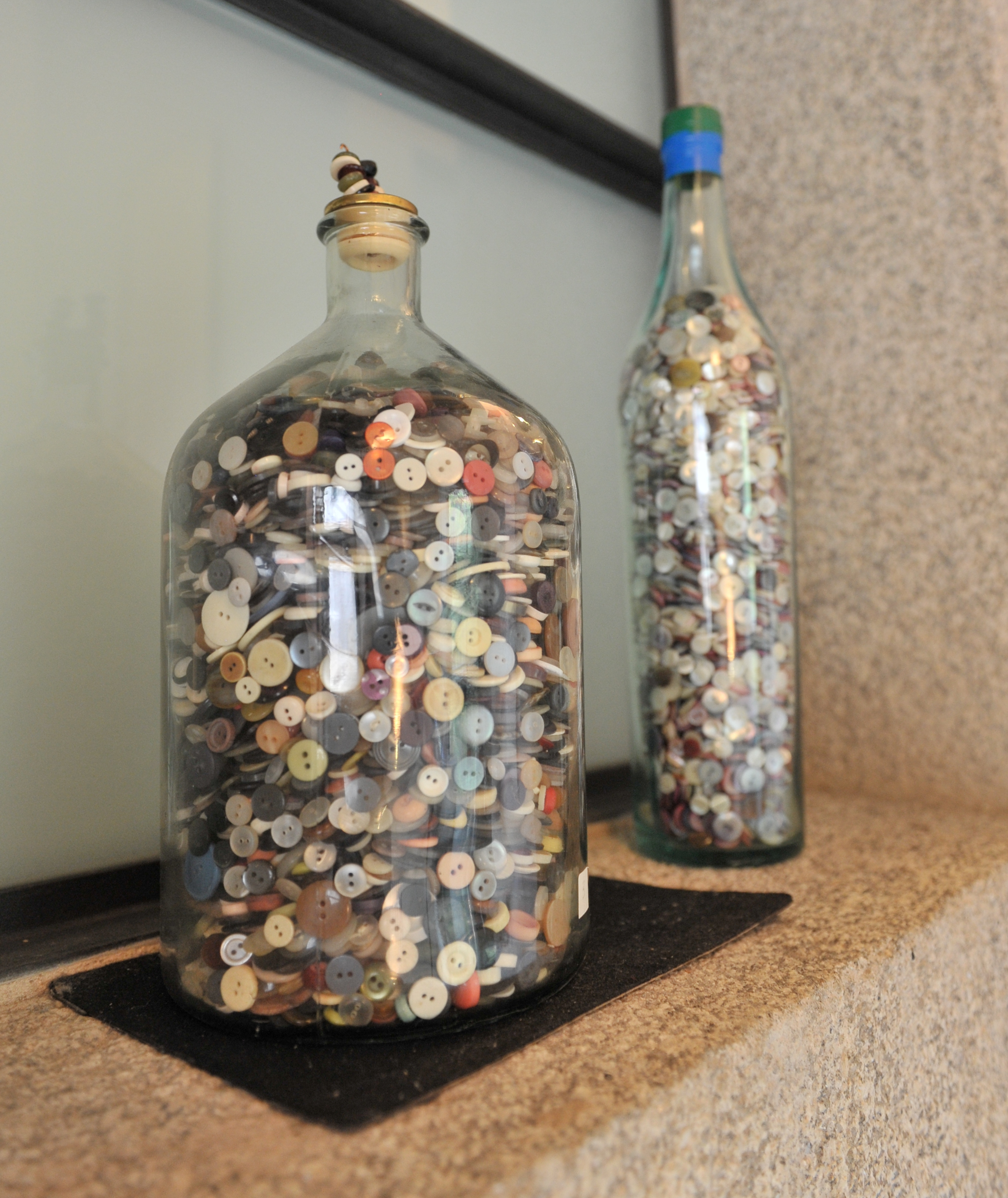
Flaschen, gefüllt mit Knöpfen
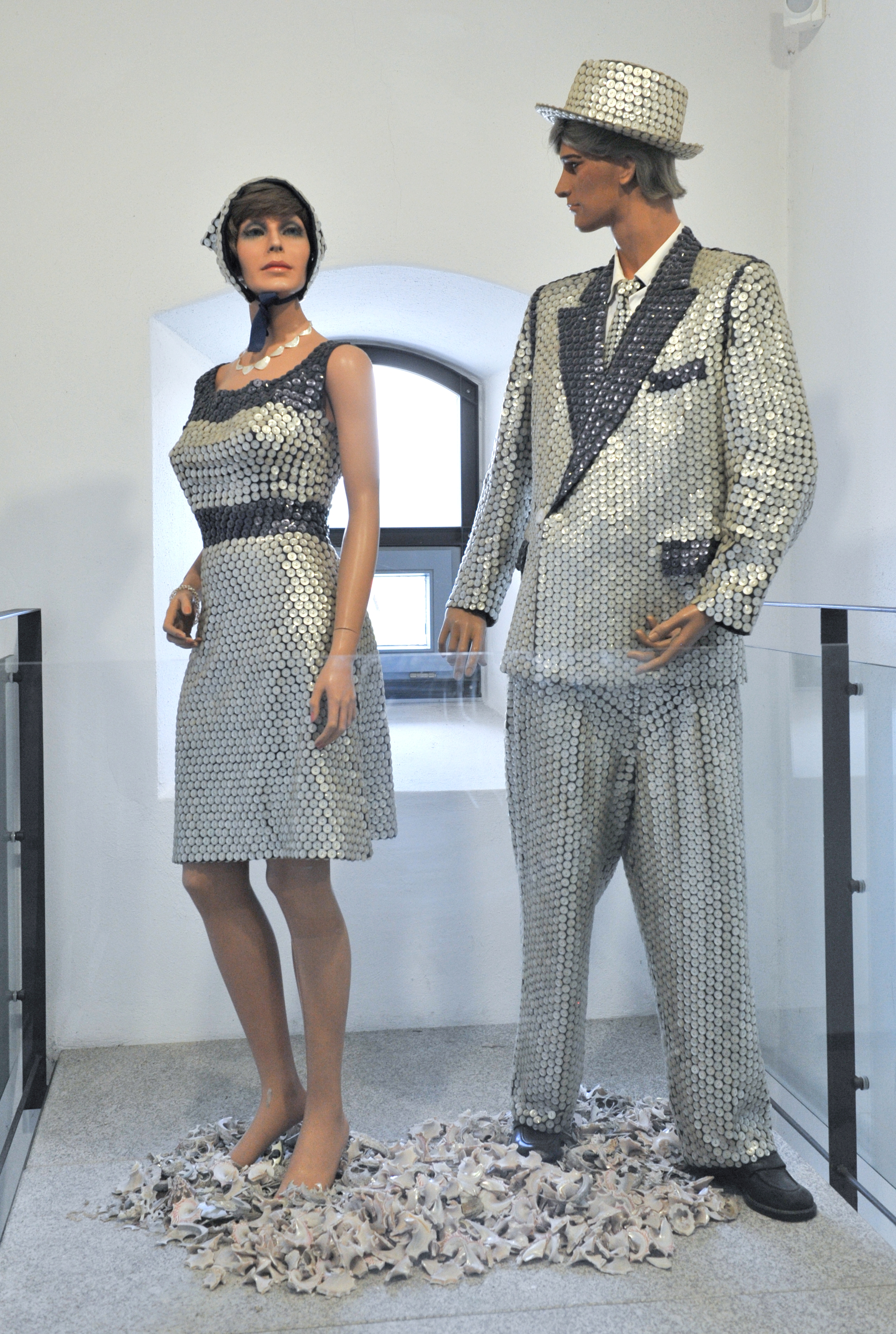
Die Kleidung des legendären Knopfpaars besteht aus über 18.000 Knöpfen

## Belege
1. ↑  die Museen im Verbund das zwoelfer. In: www.daszwoelfer.de. IKom Stiftland, 2020, abgerufen am 7. Dezember 2023.
2. ↑  Anita Zwicknagl: Die Bärnauer Knopfindustrie. Arbeit- und Lebensbedingungen der Knopfmacher von den Anfängen bis zum Ersten Weltkrieg. In: Volkshochschule des Landkreises Tirschenreuth (Hrsg.): Heimat - Landkreis Tirschenreuth. 1. Auflage. Band 5, 1993, ISBN 3-926817-25-9, S. 106 f.
3. ↑  Anita Zwicknagl: Frauen in der Knopfindustrie. Fabrikarbeiterinnen berichten über ihre Tätigkeit. In: Volkshochschule des Landkreises Tirschenreuth (Hrsg.): Heimat - Landkreis Tirschenreuth. 1. Auflage. Band 6, 1994, ISBN 3-926817-33-X, S. 87–96.

Koordinaten: 49° 48′ 39,2″ N, 12° 26′ 2″ O